# CSKA Kijów (koszykówka)
CSKA Kijów (ukr. Баскетбольний клуб «ЦСКА» Київ, Basketbolnyj Kłub "CSKA" Kyjiw) – ukraiński klub koszykarski, mający siedzibę w mieście Kijów.

## Historia
Chronologia nazw:
- 1946: B.O. Kijów (ukr. БО Київ)
- 1947: O.B.O. Kijów (ukr. ОБО Київ)
- 1948: B.O. Kijów (ukr. БО Київ)
- 1954: O.B.O. Kijów (ukr. ОБО Київ)
- 1957: O.S.K. Kijów (ukr. ОСК Київ)
- 1957: S.K.W.O. Kijów (ukr. СКВО Київ)
- 1960: ВК SKA Kijów (ukr. БК СКА Київ)
- 1993: ВК CSK Hazda Kijów (ukr. БК «ЦСК Газда» Київ)
- 1993: ВК CSK WSU Chorda Kijów (ukr. БК «ЦСК ВСУ Хорда» Київ)
- 1994: ВК CSK Merkurij Kijów (ukr. БК «ЦСК Меркурій» Київ)
- 1995: ВК CSK WSU Kijów (ukr. БК «ЦСК ВСУ» Київ)
- 1996: ВК CSKA-Itera Kijów (ukr. БК «ЦСКА-Ітера» Київ)
- 1997: ВК CSKA-Riko Kijów (ukr. БК «ЦСКА-Ріко» Київ)
- 1999: ВК CSKA-Ukrtatnafta Kijów (ukr. БК «ЦСКА-Укртатнафта» Київ)
- 2001: klub rozwiązano
- 2001: ВК WPPO Kijów (ukr. БК «ВППО» Київ)
- 2005: klub rozwiązano

Klub koszykarski B.O. Kijów (Budynek Oficerów) został założony w Kijowie w 1946 roku. Do 1960 roku często zmieniał nazwy - O.B.O. Kijów, O.S.K. Kijów, S.K.W.O. Kijów. W 1960 jako SKA Kijów zwyciężył w Pierwszej Lidze ZSRR i awansował do Wyższej Ligi. Najwyższe osiągnięcie w mistrzostwach ZSRR to wicemistrzostwo (1967/68). W sezonie 1973/74 zajął 9.miejsce i spadł do Pierwszej Ligi. W sezonie 1977/78 zwyciężył w Pierwszej Lidze i powrócił do Wyższej Ligi. Po zakończeniu sezonu 1987/88 zajął 12.miejsce i spadł do Pierwszej Ligi. Po dwóch latach w sezonach 1990/91 i 1991/92 ponownie grał w Wyższej Lidze ZSRR.
Po odzyskaniu niepodległości przez Ukrainę w 1992 zespół debiutował w Wyższej Lidze Ukrainy, zajmując 4.miejsce. W następnym sezonie 1992/93 jako CSK Hazda Kijów zdobył wicemistrzostwo Ukrainy, w 1993/94 jako WSU Chorda Kijów był ósmym, 1994/95 - jako CSK Merkurij Kijów szóstym. W sezonie 1995/96 wrócił do nazwy CSK WSU Kijów ale zajął 10.miejsce w ostatnich rozgrywkach Wyższej Ligi. Latem 1996 została utworzona Superliga, która została skrócona do 8 drużyn. Debiutancki sezon w Superlidze 1996/97 z nazwą CSKA-Itera Kijów zakończył na 5.miejscu. W styczniu 1997 firma Itera zrezygnowała ze sponsorowania i klub znalazł nowego sponsora, w związku z czym zmienił nazwę na CSKA-Riko Kijów. W sezonie 1997/98 zespół zajął 5.miejsce, a w 1998/99 zdobył tytuł wicemistrza Ukrainy. W 1999 zmienił nazwę na CSKA-Ukrtatnafta Kijów. W 2000 był trzecim. Sezon 2000/01 zakończył na 10.pozycji, po czym został rozwiązany. W 2001 klub został reaktywowany jako WPPO Kijów (Wojska przeciw powietrznej obrony) i potem występował w Pierwszej Lidze Ukrainy. W 2005 klub został rozwiązany.

## Sukcesy
- wicemistrz ZSRR: 1967/68
- brązowy medalista mistrzostw ZSRR: 1971/72
- wicemistrz Ukrainy: 1992/93, 1998/99
- brązowy medalista mistrzostw Ukrainy: 1999/2000
- zdobywca Pucharu Ukrainy: 1996/97, 1997/98

## Koszykarze i trenerzy klubu

### Trenerzy
- 1946–1967:  Napołeon Karakaszjan
- 1967–1975:  Ołeksandr Łeonow
- 1975–1976:  Hennadij Czeczuro
- 1976–1980:  Wiktor Bożenar
- 1980–1981:  Wiktor Momot
- 1981–1982:  Wałentyn Melnyczuk
- 1982–1983:  Hennadij Czeczuro
- 1983–1985:  Zaurbek Chromajew
- 1985–1989:  Wałentyn Melnyczuk
- 1989–199?:  Hennadij Czeczuro

...
- 199?–201?:  Ołeh Ruban

## Struktura klubu

### Stadion
Klub koszykarski rozgrywał swoje mecze domowe w hali Kompleksu Sportowego CSKA w Kijowie, który może pomieścić 1000 widzów.